# Nawabganj (Bareilly)
Nawabganj es una ciudad y municipio situada en el distrito de Bareilly en el estado de Uttar Pradesh (India). Su población es de 39241 habitantes (2011). 

## Demografía
Según el  censo de 2011 la población de Nawabganj era de 39241 habitantes, de los cuales 20308 eran hombres y 18933 eran mujeres. Nawabganj tiene una tasa media de alfabetización del 62,40%, inferior a la media estatal del 67,68%: la alfabetización masculina es del 70,99%, y la alfabetización femenina del 53,13%.